# توماس شاف

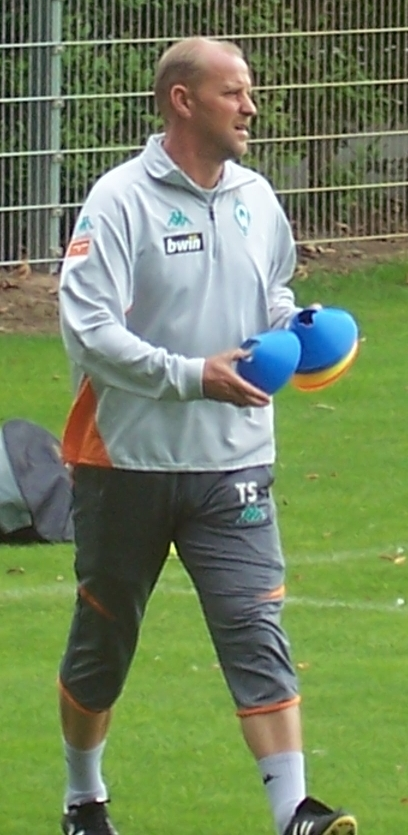
توماس شاف

توماس شاف (بالألمانية: Thomas Schaaf) مدرب كرة قدم ألماني الجنسية، ولد في 30 أبريل 1961 في مانهايم وهو لاعب كرة قدم سابق. يدرب توماس شاف حالياً نادي فيردر بريمن لكرة القدم، الذي يلعب في الدرجة الأولى من الدوري الألماني لكرة القدم.
ب
وبعد النتائج السلبية للنادي الاهلي عام 2015 مع الكابتن فتحي مبروك تم ترشيح توماس شاف لتدريب الاهلي المصري براتب مليوني يورو واعلن عدلي القيعي انه سيتم التعاقد معه في حال اتمام تمويل الصفقة من رجال الأعمال

## روابط خارجية
- توماس شاف على موقع IMDb (الإنجليزية)
- توماس شاف على موقع ديسكوغز (الإنجليزية)
- توماس شاف على موقع الاتحاد الأوربي (الإنجليزية)
- توماس شاف على موقع قاعدة بيانات كرة القدم.إي يو (الإنجليزية)
- توماس شاف على موقع بيانات كرة القدم. دي إي (الألمانية)
- توماس شاف على موقع كووورة